# Irish Cup 2018-2019
La Irish Cup 2018-2019 è stata la 139ª edizione del torneo. La competizione è iniziata il 18 agosto 2018 con il primo turno ed è terminata il 4 maggio 2019 con la finale. Il Coleraine era la squadra campione in carica. il Crusaders ha vinto il torneo per la quarta volta nella sua storia.

## Primo turno
| Squadra 1           | Risultato       | Squadra 2                  |
| ------------------- | --------------- | -------------------------- |
| 18 agosto 2018      |                 |                            |
| Ardstraw            | 7 – 0           | Dromore Amateurs           |
| Ballymacash         | 1 – 3           | Kilmore Recreation         |
| Ballynahinch United | 3 – 2           | Groomsport                 |
| Banbridge Rangers   | 2 – 0           | Sirocco                    |
| Bangor Amateurs     | 3 – 2           | Newcastle                  |
| Broomhedge          | 1 – 12          | Ballynahinch Olympic       |
| Comber Recreation   | 1 – 0           | Immaculata                 |
| Cookstown Youth     | 1 – 6           | Islandmagee                |
| Crumlin Utd         | 2 – 1           | Bangor Swifts              |
| Desertmartin        | 2 – 2 (7-6 dtr) | Ballynure Old Boys         |
| Dungiven            | 5 – 2           | Iveagh Utd                 |
| Dunloy              | 2 – 0           | Hanover                    |
| Dunmurry Y.M.       | 4 – 5           | Rathfriland Rangers        |
| Fivemiletown        | 7 – 0           | Bloomfield                 |
| Foundry             | 4 – 3           | Aquinas                    |
| Glebe Rangers       | 1 – 2           | Bangor                     |
| Grove               | 5 – 2           | Chimney Corner             |
| Holywood            | 1 – 2           | Newbuildings               |
| Killyleagh Youth    | 5 – 3           | Markethill                 |
| Lisburn Rangers     | 2 – 1           | Dromara                    |
| Lower Maze          | 2 – 3           | Trojans                    |
| Malachians          | 2 – 9           | Maiden City                |
| Mossley AFC         | 3 – 4           | Dunmurry Recreation        |
| Newtowne FC         | 6 – 3           | 18th Newtownabbey Old Boys |
| Orangefield         | 2 – 4 (dts)     | Brantwood                  |
| Oxford Stars        | 0 – 1           | Wakehurst                  |
| Oxford Sunnyside FC | 6 – 3           | Bryansburn                 |
| Rosario Youth Club  | 1 – 2           | Ballymoney Utd             |
| Saintfield          | 1 – 3           | Laurelvale                 |
| Seapatrick          | 1 – 6           | Coagh United               |
| Silverwood          | 1 – 8           | Shorts                     |
| St Luke's           | 0 – 2           | Larne Technical Old Boys   |
| St. James' Swifts   | 2 – 1           | Sofia Farmer               |
| Strabane Athletic   | 2 – 1           | Derriaghy Cricket Club     |
| Suffolk             | 1 – 1 (5-6 dtr) | Colin Valley               |
| Tullycarnet         | 4 – 3           | Tullyvallen                |
| Woodvale            | 2 – 3           | St Patrick's Young Men     |

## Secondo turno
| Squadra 1            | Risultato       | Squadra 2                |
| -------------------- | --------------- | ------------------------ |
| 28 settembre 2018    |                 |                          |
| Newington Rangers    | 3 – 1 (dts)     | Valley Rangers           |
| 29 settembre 2018    |                 |                          |
| Ballymoney Utd       | 1 – 5           | Strabane Athletic        |
| Banbridge Town       | 3 – 1           | Rathfriland Rangers      |
| Bangor Amateurs      | 0 – 1           | Tullycarnet              |
| Bangor               | 2 – 0           | Banbridge Rangers        |
| Brantwood            | 2 – 1           | Laurelvale               |
| Colin Valley         | 3 – 4           | Shorts                   |
| Comber Recreation    | 4 – 1           | Lisburn Rangers          |
| Crewe                | 2 – 1           | Moyola Park              |
| Crumlin Utd          | 5 – 1           | Moneyslane               |
| Downshire Young Men  | 0 – 4           | Drumaness Mills          |
| Dundonald            | 0 – 3           | Larne Technical Old Boys |
| Dunloy               | 2 – 0           | Armagh City              |
| Dunmurry Recreation  | 1 – 4           | Dungiven                 |
| Grove                | 3 – 4 (dts)     | Abbey Villa              |
| Islandmagee          | 2 – 1           | Foundry                  |
| Killyleagh Youth     | 2 – 3           | Crumlin Star             |
| Kilmore Recreation   | 1 – 2           | Sport & Leisure Swifts   |
| Lisburn Distillery   | 2 – 0           | Wellington Recreation    |
| Lurgan Celtic        | 3 – 0           | St Patrick's Young Men   |
| Lurgan Town Boys     | 4 – 1           | Desertmartin             |
| Maiden City          | 3 – 1           | Trojans                  |
| Newbuildings Utd     | 2 – 0           | Ards Rangers             |
| Newtowne FC          | 0 – 0 (5-3 dtr) | Ballynahinch Olympic     |
| Oxford Sunnyside FC  | 0 – 3           | Portstewart              |
| Queen's University   | 4 – 3           | Dolingstown              |
| Rosemount Recreation | 2 – 1           | Annagh Utd               |
| Seagoe               | 4 – 3           | Ballynahinch United      |
| Shankill Utd         | 2 – 1           | Bangor Old Boys          |
| St. James' Swifts    | 4 – 2           | Coagh United             |
| Tobermore United     | 5 – 3           | Ardstraw                 |
| Wakehurst            | 2 – 3           | Fivemiletown             |

## Terzo turno
| Squadra 1                | Risultato       | Squadra 2              |
| ------------------------ | --------------- | ---------------------- |
| 3 novembre 2018          |                 |                        |
| Brantwood                | 2 – 3           | Newington Rangers      |
| Crewe                    | 1 – 0           | Sport & Leisure Swifts |
| Crumlin Star             | 5 – 3           | Bangor                 |
| Crumlin Utd              | 1 – 3           | Islandmagee            |
| Drumaness Mills          | 1 – 2           | Comber Recreation      |
| Fivemiletown             | 1 – 2           | Tullycarnet            |
| Larne Technical Old Boys | 2 – 1           | Dungiven               |
| Lurgan Celtic            | 2 – 3           | Portstewart            |
| Lurgan Town Boys         | 1 – 2           | Dunloy                 |
| Newtowne FC              | 1 – 1 (3-5 dtr) | Rosemount Recreation   |
| Queen's University       | 6 – 3           | Tobermore United       |
| Seagoe                   | 1 – 4           | Maiden City            |
| Shorts                   | 1 – 2           | Abbey Villa            |
| St. James' Swifts        | 2 – 0           | Newbuildings Utd       |
| Strabane Athletic        | 2 – 0           | Banbridge Town         |
| Shankill Utd             | 2 – 4           | Lisburn Distillery     |

## Quarto turno
| Squadra 1            | Risultato | Squadra 2                |
| -------------------- | --------- | ------------------------ |
| 1º dicembre 2018     |           |                          |
| Crewe                | 1 – 2     | Crumlin Star             |
| Dunloy               | 0 – 2     | Larne Technical Old Boys |
| Lisburn Distillery   | 4 – 3     | Comber Recreation        |
| Maiden City          | 1 – 0     | Portstewart              |
| Queen's University   | 4 – 1     | Newington Rangers        |
| Rosemount Recreation | 3 – 1     | Islandmagee              |
| Strabane Athletic    | 2 – 0     | St. James' Swifts        |
| Tullycarnet          | 3 – 4     | Abbey Villa              |

## Quinto turno
| Squadra 1          | Risultato | Squadra 2                |
| ------------------ | --------- | ------------------------ |
| 5 gennaio 2019     |           |                          |
| Knockbreda         | 1 – 2     | Strabane Athletic        |
| Queen's University | 6 – 0     | Lisburn Distillery       |
| Ards               | 0 – 1     | Carrick Rangers          |
| Ballinamallard Utd | 5 – 1     | PSNI                     |
| Cliftonville       | 0 – 1     | Dungannon Swifts         |
| Coleraine          | 2 – 0     | Harland & Wolff Welders  |
| Crusaders          | 4 – 1     | Glentoran                |
| Dergview           | 3 – 2     | Maiden City              |
| Dundela            | 1 – 3     | Ballymena Utd            |
| Glenavon           | 5 – 0     | Rosemount Recreation     |
| Institute          | 0 – 2     | Warrenpoint Town         |
| Larne              | 2 – 1     | Newry City               |
| Limavady Utd       | 0 – 2     | Larne Technical Old Boys |
| Linfield           | 1 – 0     | Ballyclare Comrades      |
| Loughgall          | 1 – 4     | Crumlin Star             |
| Portadown          | 5 – 1     | Abbey Villa              |

## Sesto turno
| Squadra 1                | Risultato   | Squadra 2          |
| ------------------------ | ----------- | ------------------ |
| 2 febbraio 2019          |             |                    |
| Larne Technical Old Boys | 3 – 1       | Strabane Athletic  |
| Coleraine                | 3 – 0       | Dergview           |
| Larne                    | 3 – 1       | Crumlin Star       |
| Linfield                 | 1 – 2 (dts) | Crusaders          |
| 11 febbraio 2019         |             |                    |
| Ballinamallard Utd       | 1 – 0       | Carrick Rangers    |
| Ballymena Utd            | 4 – 1       | Portadown          |
| Glenavon                 | 0 – 1       | Dungannon Swifts   |
| Warrenpoint Town         | 2 – 0       | Queen's University |

## Quarti di finale
| Squadra 1        | Risultato       | Squadra 2                |
| ---------------- | --------------- | ------------------------ |
| 1º marzo 2019    |                 |                          |
| Larne            | 3 – 5 (dts)     | Coleraine                |
| 2 marzo 2019     |                 |                          |
| Crusaders        | 3 – 0           | Ballymena Utd            |
| Dungannon Swifts | 2 – 2 (2-3 dtr) | Ballinamallard Utd       |
| Warrenpoint Town | 3 – 1           | Larne Technical Old Boys |

## Semifinali
| Squadra 1          | Risultato       | Squadra 2        |
| ------------------ | --------------- | ---------------- |
| 30 marzo 2019      |                 |                  |
| Ballinamallard Utd | 0 – 0 (5-4 dtr) | Warrenpoint Town |
| Coleraine          | 0 – 2           | Crusaders        |

## Finale
| Arbitro: | McNabb |

|  |           |                               |
|  | Marcatori | 6’ Owens 47’ Lowry 53’ Clarke |